# Liga Profesional de Béisbol de Panamá 2022-23
La Liga Profesional de Béisbol de Panamá 2022-23 se disputa desde el 9 de diciembre de 2022 hasta enero de 2023.

## Serie regular
La Serie Regular se jugó del 9 de diciembre de 2022 a 8 de enero de 2023.
| Equipo                             | JJ | G  | P  | PCT   | JV  |
| ---------------------------------- | -- | -- | -- | ----- | --- |
| Federales de Chiriquí              | 20 | 16 | 4  | .800  | -   |
| Atlánticos de Bocas del Toro-Colón | 21 | 15 | 6  | .714  | 1.5 |
| Águilas Metropolitanas             | 21 | 7  | 14 | 0.333 | 8.5 |
| Astronautas de Los Santos          | 20 | 3  | 17 | .150  | 13  |

|  |                              |
|  | Clasificado a la Serie Final |
|  | Clasificado a Semifinales.   |
|  | Eliminado en Serie Regular   |

## Fase Final
|  | Semifinal | Semifinal  | Semifinal  |           |   | Final | Final | Final |  |
|  |           |            |            |           |   |       |       |       |  |
|  |           |            |            |           |   |       |       |       |  |
|  |           |            |            |           |   |       |       |       |  |
|  |           |            |            |           |   |       |       |       |  |
|  |           |            |            |           |   |       |       |       |  |
|  |           | Atlánticos | Atlánticos | 0         |   |       |       |       |  |
|  |           |            |            | 0         |   |       |       |       |  |
|  |           |            | Federales  | Federales | 3 |       |       |       |  |
|  | 3         | Águilas    | Federales  | Federales | 3 | 1     |       |       |  |
|  | 3         | Águilas    |            |           |   | 1     |       |       |  |
|  | 2         | Atlánticos | 2          |           |   |       |       |       |  |
|  | 2         | Atlánticos | 2          |           |   |       |       |       |  |
|  |           |            |            |           |   |       |       |       |  |